# Ilja Jewgenjewitsch Poroschkin
Ilja Jewgenjewitsch Poroschkin (russisch Илья Евгеньевич Порошкин; * 8. August 1995) ist ein russischer Skilangläufer.

## Werdegang
Poroschkin startete im November 2014 Werschina Tjoi erstmals im Eastern-Europe-Cup und belegte dabei den 60. Platz über 10 km Freistil und den 123. und 70. Rang im Sprint. Im März 2015 wurde er in Tjumen russischer Juniorenmeister über 15 km klassisch. Zu Beginn der Saison 2018/19 erreichte er in Werschina Tjoi mit dem dritten Platz über 15 km klassisch und den ersten Rang im Sprint seine ersten Podestplatzierungen im Eastern-Europe-Cup. Es folgten dritte Plätze über 15 km Freistil und 15 km klassisch in Krasnogorsk und in Minsk-Raubitschy der dritte Platz über 10 km klassisch und der erste Rang über 15 km Freistil. Er errang damit den ersten Platz in der Gesamtwertung des Eastern-Europe-Cups. Sein Debüt im Skilanglauf-Weltcup hatte er im Februar 2019 in Cogne. Dort lief er auf den 60. Platz im Sprint und holte tags darauf mit dem fünften Platz über 15 km klassisch seine ersten Weltcuppunkte. Bei der Winter-Universiade 2019 in Krasnojarsk gewann er im 30-km-Massenstartrennen die Bronzemedaille. Im August 2019 holte er bei den Rollerski-Weltmeisterschaften in Madona die Silbermedaille über 20 km klassisch. Nach Platz 21 beim Ruka Triple zu Beginn der Saison 2019/20, holte er in Lillehammer mit der Staffel seinen ersten Weltcupsieg. Es folgten zweite Plätze beim Eastern-Europe-Cup in Kononowskaja im Skiathlon und über 15 km Freistil und errang damit den 14. Platz in der Gesamtwertung des Eastern-Europe-Cups. In der Saison 2020/21 errang er den 15. Platz beim Ruka Triple und erreichte mit zwei Siegen und einen zweiten Platz den sechsten Gesamtrang im Eastern-Europe-Cup. In der folgenden Saison gewann er mit vier Siege und zwei zweiten Plätzen sowie einen dritten Platz die Gesamtwertung des Eastern-Europe-Cups.

## Erfolge

### Weltcupsiege im Team
| Nr. | Datum            | Ort         | Disziplin            |
| --- | ---------------- | ----------- | -------------------- |
| 1.  | 8. Dezember 2019 | Lillehammer | 4 × 7,5 km Staffel 1 |

### Siege bei Continental-Cup-Rennen
| Nr. | Datum             | Ort              | Disziplin        | Serie              |
| --- | ----------------- | ---------------- | ---------------- | ------------------ |
| 1.  | 22. November 2018 | Werschina Tjoi   | Sprint klassisch | Eastern Europe Cup |
| 2.  | 13. Januar 2019   | Minsk-Raubitschy | 15 km Freistil   | Eastern Europe Cup |
| 3.  | 27. Dezember 2020 | Krasnogorsk      | 15 km klassisch  | Eastern Europe Cup |
| 4.  | 27. Februar 2021  | Syktywkar        | 15 km klassisch  | Eastern Europe Cup |
| 5.  | 28. November 2021 | Werschina Tjoi   | 15 km Freistil   | Eastern Europe Cup |
| 6.  | 1. Dezember 2021  | Werschina Tjoi   | 15 km klassisch  | Eastern Europe Cup |
| 7.  | 5. Januar 2022    | Minsk-Raubitschy | 10 km klassisch  | Eastern Europe Cup |
| 8.  | 11. Februar 2022  | Krasnogorsk      | 15 km Freistil   | Eastern Europe Cup |